# 隠者文学
隠者文学（いんじゃぶんがく）とは、主に日本の中世において、俗世間から隠遁する道を選んだ者達（僧侶や隠者など）によって書かれた作品群の総称である。和歌、随筆、日記、文学とその形態はさまざまなものがある。

## 概説
平安時代も後期になり、貴族の政治が衰え武士の台頭、僧兵の出現などにより争乱の不安定な時代を迎えるにつれ、民衆の不安感から源信らによる無常観、末法思想が広まっていった。無常観には現世を厭う考えがあり、それが寺に帰属する出家よりも孤独な生活に隠者を駆りたてていった。

## 隠者文学の代表例
- 西行 - 山家集
- 鴨長明　- 方丈記
- 兼好法師 - 徒然草
- 閑居友